# Olombe
Olombe est un village de la commune de Mouanko, dans le département de la Sanaga-Maritime et la région du Littoral au Cameroun. On y accède par la rive gauche de la Sanaga.

## Population
En 1967, Olombe comptait 315 habitants, principalement Bakoko ou de Yakalak.
Lors du recensement de 2005, 306 personnes ont été dénombrées dans le village.